# کوری اش
کوری اش (انگلیسی: Corey Ashe؛ زادهٔ ۱۴ مارس ۱۹۸۶) یک بازیکن فوتبال سابق اهل ایالات متحده آمریکا است. او 10 فصل در لیگ برتر بازی کرد.